# Східний фронт Російської армії

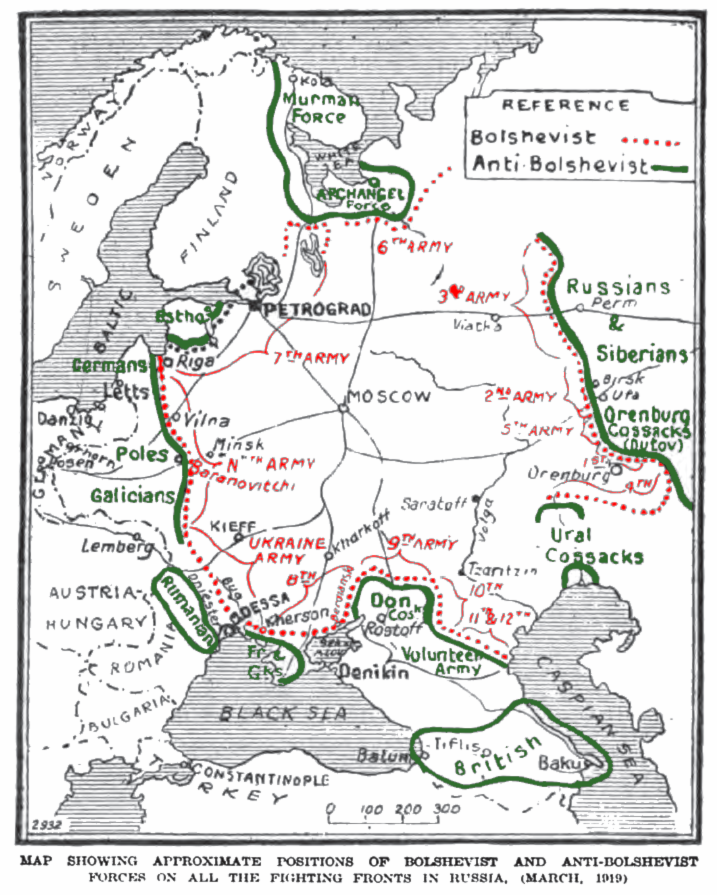
Території під контролем «білої» і «червоної» армій в березні 1919.

Східний фронт Російської армії — оперативно-стратегічне об'єднання Білої армії на сході Росії під час Громадянської війни.

## Історія створення
Успіхи Червоної армії на так званому «Поволзькому фронті» у серпні-вересня 1918 року призвели до консолідації антибільшовицьких сил на сході Росії.

8-23 вересня в Уфі відбулася, спільна нарада Тимчасового Уряду Сибіру, Тимчасового обласного уряду Уралу, представників козацтва та нац.окраїн, а також Комітету Членів Установчих Зборів (так зв. Комуч). Під час проведення наради, Народна армія Комуча зазнала дві значні поразки: 10 вересня 1918 року була втрачена Казань, а двома днями пізніше — Симбірськ. Ці події призвели до полегшення у пошуку політичного консенсусу. Як наслідок, 23 вересня був створений Тимчасовий Всеросійський Уряд (Уфімська Директорія), а днем пізніше — спільний Східний фронт.

## Військові операції
- Пермська операція (грудень 1918), що завершилася «Пермською катастрофою» Червоної Армії.
- Березневий наступ — здобуття Уфи та вихід передових частин до Волги (березень 1919).
- Великий Сибірський Льодовий похід — відступ армій фронту в листопаді 1919 — березні 1920.

## Командувачі
Головнокомандувачі: 

- ген.-лейт. В. Г. Болдирєв (24 вересня — 18 листопада 1918);
- адмірал О. В. Колчак (18 листопада 1918 — 4 січня 1920);
- ген.-лейт. Г. М. Семенов (з 4 січня 1920).

Керівники штабу Верховного головнокомандувача: 

- ген.-майор С. М. Розанов (25 вересня — 18 листопада 1918);
- полк. (ген.-майор) Д. А. Лебедев (21 листопада 1918 — 9 серпня 1919);
- ген.-лейт. М. К. Дітеріхс (10 серпня — жовтень 1919).

Головнокомандувачі фронтом: 

- ген.-лейт. М. К. Дітеріхс (20 червня — 4 листопада 1919);
- ген.-лейт. К. В. Сахаров (4 листопада — 9 грудня 1919);
- ген.-лейт. В. О. Каппель (11 грудня 1919 — 25 січня 1920);
- ген.-майор С. Н. Войцеховський (25 січня — 20 лютого 1920).

Керівники штабу фронту: 

- полк. Д. М. Сальніков (червень — вересень 1919);
- ген.-майор П. Ф. Рябіков (2 жовтня — 8 листопада 1919);
- ген.-майор В. И. Оберюхтін (8 листопада 1919 — січень 1920).
- ген.-майор Б. П. Богословський (9 грудня 1919 — 5 січня 1920);
- ген.-майор С. А. Щепіхін (27 січня — 20 лютого 1920).

## Склад військ фронту
У вересні 1918 року, чисельність фронту не перевищувала 55 тисяч вояків (20 тисяч з яких були бійці Чехословацького корпусу).

В грудні 1918 у Східний фронт входили 4 окремі армії: Сибірська, Західна, Оренбурзька та Уральська, що була у оперативному підпорядкуванні ставки фронту. 

У липні 1919 фронт складався з 1-ї та 2-ї армій (утворених на базі Сибірської армії), 3-ї (Західної армії), Південної та Уральської армій, а також Степової групи, війська Семиріччя та антипартизанських формувань. В цілому, в травні 1919 року, Східний фронт досяг своєї максимальної чисельності — пів-мільйону бійців. 

Склад техніки: 1,4 тис. кулеметів, 325 гармат, 3 бронеавтомобілі, декілька бронепоїздів і 15 літаків.